# Stephen Chow Sau-yan
Stephen Chow Sau-yan S.J. (Hongkong, 1959. augusztus 7. –) hongkongi római katolikus pap, a Hongkongi egyházmegye püspöke, bíboros. 2018 és 2021 között a Jézus Társasága Kínai Tartományának tartományfőnöke volt.

## A kezdetek
A brit Hongkongban született. Pszichológiát és filozófiát tanult a Minnesotai Egyetemen, ahol pedagógiai pszichológiából szerzett alapdiplomát és mesterdiplomát. A Jézus Társaságába 1984-ben lépett be, és 1986-ban fejezte be a noviciátust. Tanulmányait a dublini Milltown Institute of Theology and Philosophy-ban végezte, 1988-ban filozófiából szerzett diplomát. Ezután visszatért Hongkongba, és két évig a kaulungi Wah Yan College-ben tanított. 1990-től a hongkongi Szentlélek Szemináriumban tanult teológiát. 1994. július 16-án John Baptist Wu, Hongkong püspöke pappá szentelte Chow-t a Szeplőtelen Fogantatás Katedrálisban. Posztgraduális tanulmányokat folytatott a Chicagói Loyola Egyetemen, 1995-ben szervezetfejlesztésből szerzett mesterdiplomát.

## Papi szolgálat
Chow első lelkipásztori megbízatása a Wah Yan Kaulungban és Hongkongban volt, ahol 1996-tól 2000-ig káplán, tanár és iskolaigazgató volt. 2000-ben kezdte meg doktori tanulmányait a Harvard Egyetemen és hat évvel később megkapta a neveléstudományok doktora címet. Disszertációjának címe: „Az erkölcsi kultúra megtérése a hongkongi középiskolákban: Az erkölcsi norma, az erkölcsi kultúra, a tanulmányi teljesítménymotiváció és az empátia összefüggései.” Örökfogadalmát 2007. április 17-én tette le.
2021-ig Chow mindkét – kaulungi és hongkongi – Wah Yan főiskola felügyelője volt. 2007-től 2014-ig a Hongkongi Egyetem tiszteletbeli adjunktusa volt, valamint a Szentlélek Szeminárium részmunkaidős pszichológia professzora. 2016 októberében részt vett a jezsuiták 36. általános kongregációján. Chow 2018. január 1-jén John Lee Hua-t követte a Jézus Társasága Kína Tartományának tartományfőnökeként.

## Püspöki szolgálat
Chowt 2021. május 17-én nevezték ki a Hongkongi egyházmegye püspökévé. A püspöki szék 2019. január 3. óta üres volt, amikor Michael Yeung Ming-cheung kevesebb mint két évnyi hivatalban töltött idő után meghalt. Kinevezését az America című jezsuita magazin meglepetésként írta le, mivel nem szerepelt a posztra esélyes jelöltek között. Az Union of Catholic Asian News 2019 januárjában megemlítette, hogy a jelöltek közül ketten jezsuiták, anélkül, hogy megnevezte volna őket. Chow később elárulta, hogy 2020 decemberében eredetileg visszautasított a püspöki címet, mert úgy gondolta, hogy a posztot a világi klérus egy tagjának kellene kapnia. Meghajolt, miután kapott egy kézzel írt levelet Ferenc pápától. 2021. december 4-én szentelték fel.

2023 áprilisában Chow meglátogatta a Pekingi főegyházmegyét. Találkozott Joseph Li Shan érsekkel, meglátogatott több templomot és a Zhalan temetőt, ahol Matteo Ricci sírköve található. A látogatás során a sajtónak nyilatkozott:
„Mindenki azt szeretné, ha a saját országa jól teljesítene, senki sem szeretné, ha rosszul teljesítene. Szerintem mindenkinek kötelessége, hogy hazafi legyen, ha hongkongi vagy szárazföldi kínai állampolgár.”
1985 óta ez volt az első pekingi látogatása hongkongi püspöknek. Miután visszatért Hongkongba, tovább részletezte a hazafiságra való felhívását. Így szólt: 
„Sok hongkongi lakoshoz hasonlóan én is a gyarmati korszakban nőttem fel, amikor a nemzeti érzés és identitás alig lehetett része a tudatunknak. Elmondható, hogy a vérünkben nem él a nemzet iránti szeretet... Külön erőfeszítést igényel ennek a mentalitásnak a megváltoztatása, és az elmúlt évtized társadalmi és politikai változásainak megtapasztalása után még nehezebb ezt megtenni... Úgy gondolom, hogy mind a központi, mind a helyi kormányzat is tisztában van ezzel. Valóban szükségünk van a Szentlélek vezetésére, hogy egyszerre tudjuk szeretni az országunkat és az egyházainkat.”
Emellett párbeszédre szólított fel a kormánnyal, és arra, hogy az emberek segítsenek a kormánynak javulni az ország érdekében. 2023 májusában úgy nyilatkozott, hogy nem hiszi, hogy a Vatikán-Kína megállapodás „halott”, annak ellenére, hogy Peking egyoldalú püspöki beiktatásaival kapcsolatos viták vannak. 2023 májusában Chow azt mondta, hogy
„Az egyház sorsa Kínában elválaszthatatlan az ország sorsától, hiszen az egyház minden embere egyben kínai is.”
2023. július 9-én Ferenc pápa bejelentette, hogy a szeptember 30-i konzisztóriumon bíborossá kívánja kreálni. Chow ezt így kommentálta:
„Úgy gondolom, hogy a bíborosi kinevezés megerősíti a hongkongi katolikus egyház hídképző egyházként betöltött szerepét, hogy elősegítse a cseréket és a kölcsönhatásokat a szárazföldi Kína és az egyetemes egyház között.”
Ezen a konzisztóriumon a San Giovanni Battista de La Salle templomot jelölte ki címtemplomául.